# Landets första dam

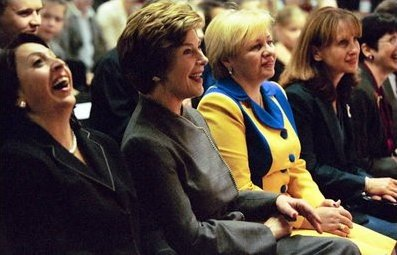
Bella Kotjarjan, Laura Bush, Ljudmila Putina och Zorka Parvanova – Armeniens, USA:s, Rysslands och Bulgariens första damer. Foto från 2003.

Landets första dam (engelska: First Lady) är en inofficiell benämning som för en statschefs maka. En statschefs make kan enligt samma princip kallas first gentleman, men uttrycket är ovanligare. Om statschefen saknar make eller maka kan positionen tillfalla någon annan som är statschefen närstående.

## Funktion
I republiker, som ju saknar monark och därmed en monarks maka eller make, kan det i någon grad liknas vid en republikansk ersättning till en drottning. Likheten vid en drottning kan även ses i att landets första dam ofta uppfyller ceremoniella uppgifter, exempelvis som "landets värdinna" för utländska gäster. Det bör dock understrykas att det handlar om en hedersbetygelse snarare än en titel eller separat ämbete. Arbetet vilar således helt på ett frivilligt engagemang.
Flera första damer har tagit aktiv del i sina respektive mäns regeringar, men då utifrån en egen politisk plattform. Som exempel kan nämnas att Eva Perón utsågs av sin man till nationens andliga ledare, Winnie Mandela var biträdande minister för konst, kultur, vetenskap och teknologi i den sydafrikanska regeringen och att Hillary Clinton fick i uppdrag av sin make att leda en arbetsgrupp med uppdrag att finna en nationell lösning för att finansiera allmän sjukvård. I Clintons fall har hennes tidigare arbete återaktualiserats i samband med hennes egen fortsatta politiska karriär.
Det engelska varianten av begreppet åsyftar oftast den amerikanske presidentens hustru.

## Frankrike

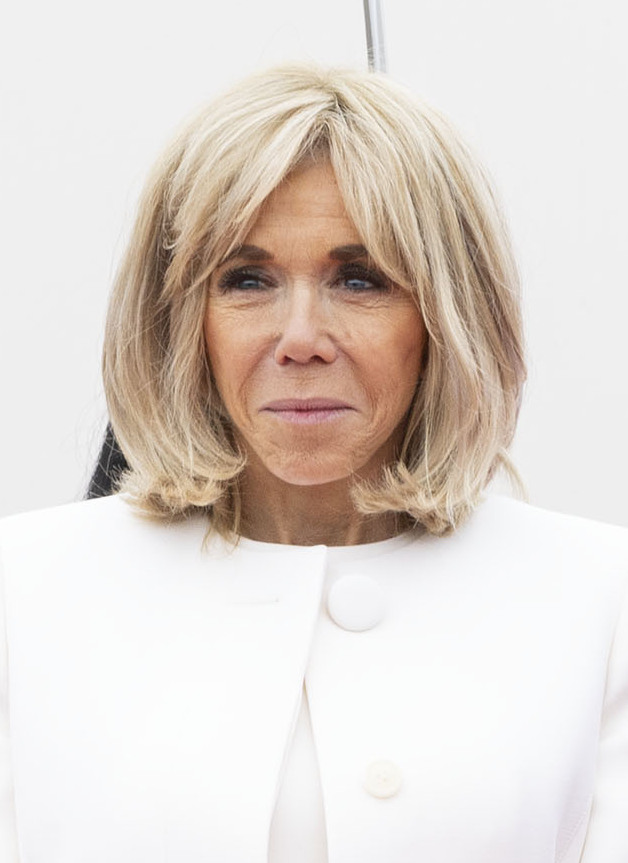
Brigitte Macron är presidenthustru i Frankrike

Femte republikens konstitution nämner inte landets första dam, men i den lagstiftning som reglerar procedurfrågor i kriminalvården noteras att interner har rätt att skriva brev till presidentens hustru sous pli fermé, det vill säga utan att innehållet genomgår den normala granskningen av kriminalvårdens tjänstemän. Denna antydan till att presidenthustrun ska utgöra en instans i kriminalvårdens tillsyn eller i nådeprocessen utvecklas dock inte vidare i lagstiftningen och förblir därför verkningslös.
Genom paret Sarkozys (Nicolas Sarkozy och Cécilia Sarkozy) skilsmässa uppmärksammades att den franska konstitutionen skyddar presidenten från att bli indragen i juridiska processer under pågående mandatperiod, vilket medför att landets första dam inte ensidigt kan begära skilsmässa utan måste ansöka om skilsmässa tillsammans med sin make eller vänta tills denne lämnat sitt ämbete.
Sedan femte republikens upprättande har Frankrikes premières dames intagit en relativt tillbakadragen roll, i huvudsak har de verkat inom olika allmännyttiga stiftelser.

### Presidenthustrur under femte republiken
- Yvonne de Gaulle (1959–1969) fick av franska media tillnamnet tante Yvonne för sitt måttfulla deltagande i det publika livet. Hon påstås ha yttrat att "presidentskapet är tillfälligt, familjen består", och engagerade sig bland annat i en minnesstiftelse i sin avlidna dotters namn.
- Claude Pompidou (1969–1974) höll en klassisk position för en première dame genom sitt stora intresse för konst och mode, hon lät bland annat inreda Elyséepalatset i en kontroversiell modern stil. Pompidou var intill sin död verksam i den stiftelse för stöd till handikappade barn, åldringar och sårade som bär hennes namn.
- Anne-Aymone Giscard d'Estaing (1974–1981) har främst framträtt genom den stiftelse för stöd till barn som hon grundade.
- Danielle Mitterrand (1981–1995) gjorde parallellt med sin filantropiska verksamhet en rad politiska uttalanden, där hennes stöd för Fidel Castro intar en särposition och kom att utgöra ett politiskt problem för hennes make. Mitterrands uttalanden rörde främst utrikespolitik, såsom situationen i Västsahara, Tibet och Kurdistan. Hennes stiftelse France Libertés arbetar med mänskliga rättigheter och minoritetsbefolkningars rättigheter.
- Bernadette Chirac (1995–2007) har parallellt med sin make en egen politisk karriär. Hon valdes in i kommunfullmäktige i staden Sarran 1971, för att bli biträdande borgmästare 1977. Två år senare blir hon den första kvinna att väljas in i Corrèzes länsfullmäktige, en post hon omvalts till med absolut majoritet i första valomgången 1992, 1998 och 2004. Chirac har också grundat eller på annat sätt verkat i en rad stiftelser och föreningar, inte minst som ordförande för hennes företrädare Claude Pompidous stiftelse.
- Cecilia Sarkozy (2007) fick omedelbart efter makens valseger ett eget kansli, och blev så småningom den första presidenthustru att ha en egen stab i Elyséepalatset med bland annat diplomatisk rådgivare och presstalesman. Under sina fem månader som première dame genomförde Sarkozy en resa till Libyen i anslutning till förhandlingarna om frigivande av de fem bulgariska sjuksköterskor och den läkare som vid den tiden hållits fångna i Libyen i närmare tio år. Hennes diplomatiska roll väckte visst missnöje i Nationalförsamlingen men interpellationerna ledde inte vidare. I oktober 2007 blev Cecilia Sarkozy den första franska première dame att skilja sig från en sittande president.
- Carla Bruni (2008–2012)
- Valérie Trierweiler (2012–2014) var aldrig gift utan endast sambo med president François Hollande, men räknades ändå som landets första dam. Förhållandet tog slut 2014 och därefter hade Frankrike ingen första dam förrän efter nästa presidentval.
- Brigitte Macron (2017–)

## Indien
Termen First Lady används ibland om presidentens hustru i Indien, men oftast används "Wife of the President" eller motsvarande formuleringar. Termen används däremot inte om Indiens premiärministers hustru.

## Kina
I Folkrepubliken Kina spelade president Liu Shaoqis hustru Wang Guangmei en viktig roll som landets första dam under 1960-talet, en roll som hennes rival och Mao Zedongs fru Jiang Qing tog över under Kulturrevolutionen. Sedan Jiang Qings fall 1976 har Kinas första dam spelat en undanskymd roll i kinesisk politik.

## Norge
I Norge är drottningen førstedame. Från det att kung Håkon dog 1957 tills att Sonja Haraldsen blev kronprinsessa 1968 var prinsessan Astrid førstedam, då kronprinsessan Märtha redan avlidit 1954.

## Polen
Termen första dam (polska: Pierwsza Dama) används om Polens presidents hustru även i officiella sammanhang.

## Ryssland
Ryska federationens presidents hustru tituleras inofficiellt landets första dam (ryska: Первая леди Российской Федерации). Sedan skilsmässan mellan president Vladimir Putin och hustrun Ljudmila 2013 är uppdraget vakant.

### Rysslands första damer
- Naina Jeltsina (född 1932), född Girina, hustru till Boris Jeltsin, landets första dam 1991-1999
- Ljudmila Putina (född 1958), född Sjkrebneva, efter skilsmässan omgift Ocheretnaja, hustru till Vladimir Putin, landets första dam 2000-2008 och 2012-2013
- Svetlana Medvedeva (född 1965), född Linnik, hustru till Dmitri Medvedev, landets första dam 2008-2012

### Historia

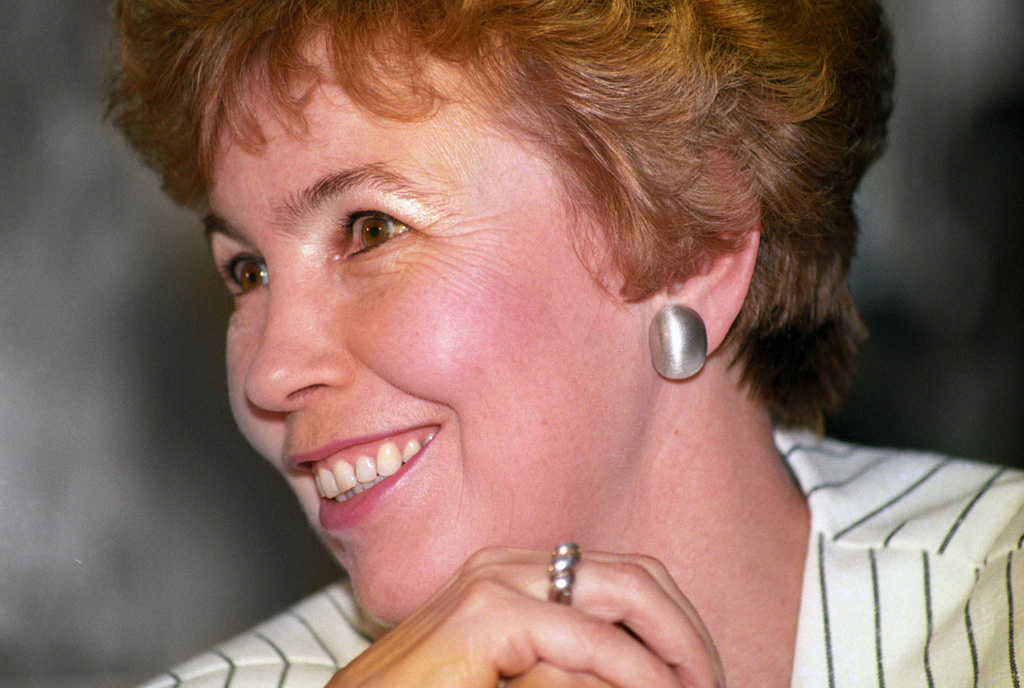
Raisa Gorbatjeva, hustru till Michail Gorbatjov.

I det kejserliga Ryssland fylldes rollen av tsaritsan/kejsarinnan som kejsarens maka; någon officiell gemål till en regerande kejsarinna förekom däremot inte. Under Sovjetunionen utövades det ceremoniella statschefsämbetet av ordföranden för Sovjetunionens högsta sovjets presidium; dennes hustru kom därför att inofficiellt spela en representativ roll men hade inget officiellt ämbete. Michail Kalinin var Sovjetunionens första statschef fram till 1946. Att ordförandeämbetet under hans tid i praktiken hade litet inflytande visades bland annat genom att hustrun Jekaterina Kalinina fängslades och torterades 1938 under Stalins regering och släpptes först 1946 efter andra världskriget, trots makens ordförandeskap under denna period.

## Sverige
I Sverige används normalt inte titeln första dam i officiella sammanhang. Funktionen fylls av drottningen. Beteckningen rikets första dam har dock använts både om den prinsessa som, om drottning saknas, övertar hennes uppgifter och även i media om statsministerns hustru.
När kung Gustaf V blev änkling 1930, blev hans son kronprins Gustaf Adolfs hustru kronprinsessan Louise, rikets första dam. 1950 blev hon drottning då hennes make blev kung. När hon avled 1965 blev kungens sons, framlidna prins Gustaf Adolf, hustru prinsessan Sibylla rikets första dam, dock utan att någonsin bli drottning eftersom hennes make var avliden. När kung Carl XVI Gustaf gifte sig med drottning Silvia 1976 blev hon rikets första dam.
Prins Daniel väntas bli Sveriges förste prinsgemål till en regerande drottning sedan Fredrik av Hessen (gemål 1718–1720, regent som Fredrik I 1720–1751), vid kronprinsessan Victorias förväntade trontillträde.

## Tyskland

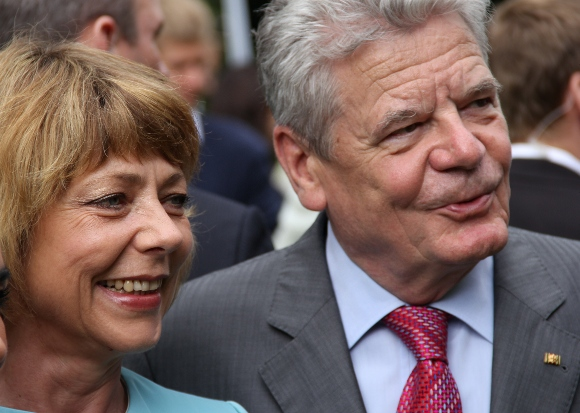
Presidentparet Joachim Gauck och hans sambo Daniela Schadt 2013.

I Tyskland tillfaller rollen som landets första dam Tysklands förbundspresidents hustru, i vanliga fall enbart kallad Frau des Bundespräsidenten, som genom presidentämbetet har högre diplomatisk rang än Tysklands förbundskansler eller kanslerns make/maka. Förbundspresidentens hustru är traditionellt beskyddare för olika stiftelser inom familjeområdet och förväntas därutöver understödja presidenten i hans huvudsakligen representativa roll. Sedan förbundsrepublikens grundande har Tyskland aldrig haft någon förste make och någon manlig term har därför aldrig varit i officiellt bruk.
Under Joachim Gaucks presidenttid 2012–2017 gjordes en pragmatisk anpassning av traditionen, då Gauck sedan 1991 lever separerad, men inte formellt skild, från sin hustru. Hans livspartner sedan 2000, journalisten Daniela Schadt, valde i samband med Gaucks ämbetstillträde att flytta till Berlin och bli sammanboende med Gauck, och iklädde sig därmed rollen som första dam.
I diplomatiska sammanhang är förbundskanslern, och därmed kanslerns partner, endast tredje i rang som representant för Förbundsrepubliken, efter presidenten och förbundsdagens talman. Termen första dam eller förste make har informellt även vid enstaka tillfällen använts om förbundskanslerns maka eller make, senast om Joachim Sauer, Angela Merkels make, som av tyska medier kallats First Husband. Sauer har dock få representativa plikter och har under Merkels kanslerperiod fortsatt vara yrkesverksam som kemiprofessor.

### Tysklands första damer sedan 1949

#### Förbundspresidenternas fruar
Nedan följer en lista över Förbundsrepubliken Tysklands presidenters fruar respektive livskamrater, sedan 1949.

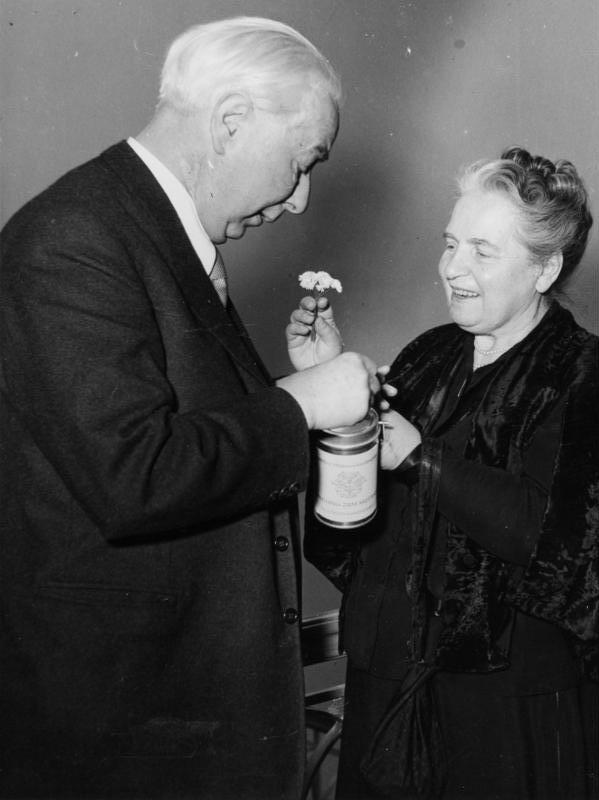
Theodor Heuss och Elly Heuss-Knapp, 1950

- Elly Heuss-Knapp (1881–1952), liberal politiker, första dam 1949–1952, Theodor Heuss hustru.
- Wilhelmine Lübke (1885–1981), gymnasieadjunkt, första dam 1959–1969, Heinrich Lübkes hustru.
- Hilda Heinemann (1896–1979), första dam 1969–1974, Gustav Heinemanns hustru.
- Mildred Scheel (1931–1985), läkare, grundare av organisationen Deutsche Krebshilfe, första dam 1974–1979, Walter Scheels hustru.
- Veronica Carstens (1923—2012), första dam 1979–1984, Karl Carstens hustru.
- Marianne von Weizsäcker, första dam 1984–1994, Richard von Weizsäckers hustru.
- Christiane Herzog (1936–2000), första dam 1994–1999, Roman Herzogs hustru.
- Christina Rau (född 1956), statsvetare, första dam 1999–2004, Johannes Raus hustru.
- Eva Luise Köhler (född 1947), lärare, första dam 2004–2010, Horst Köhlers hustru.
- Bettina Wulff (född 1973), medievetare, första dam 2010–2012, Christian Wulffs hustru.
- Daniela Schadt (född 1960), journalist, första dam 2012–2017, Joachim Gaucks sambo. Gauck är formellt gift med, men sedan 1991 separerad från, Gerhild Gauck.
- Elke Büdenbender (född 1962), jurist, första dam sedan 2017, Frank-Walter Steinmeiers hustru.

#### Förbundskanslerns make/maka
| Namn                  | Relation till Tysklands förbundskansler |
| --------------------- | --------------------------------------- |
|                       | Konrad Adenauer var änkling             |
| Luise Erhard          | fru till Ludwig Erhard                  |
| Marie-Luise Kiesinger | fru till Kurt Georg Kiesinger           |
| Rut Brandt            | fru till Willy Brandt                   |
| Mildred Scheel        | fru till Walter Scheel                  |
| Hannelore Schmidt     | fru till Helmut Schmidt                 |
| Hannelore Kohl        | fru till Helmut Kohl                    |
| Doris Schröder-Köpf   | fru till Gerhard Schröder               |
| Joachim Sauer         | make till Angela Merkel                 |
| Britta Ernst          | fru till Olaf Scholz                    |

## Ukraina
Ukrainas presidents hustru kallas перша леді (persja ledi) även i officiella sammanhang, en översättning av begreppet första dam.
Vissa av Ukrainas presidenthustrur har haft en mer synlig roll med sociala engagemang, som Marina Porosjenko eller Olena Zelenska, medan andra som Ljudmila Janukovitj i likhet med den tidigare sovjetiska traditionen haft en relativt tillbakadragen roll med få offentliga plikter.

## USA
USA:s första dam är den inofficiella titeln för Vita husets värdinna. I praktiken är det nästan alltid presidentens fru, men om en presidentfru saknas (till exempel om presidenten är ogift eller änkling) kan det även vara en annan kvinna. Trots att det rör sig om en hederstitel utan egen position i USA:s konstitution har flera första damer kommit att spela en avgörande roll för USA:s styre. Mest känd är kanske Edith Wilson, som efter att maken Woodrow Wilson drabbats av stroke tog över en rad vardagliga uppgifter från presidenten. Hon valde också ut vilka ärenden som skulle hamna på presidentens bord och vilka som skulle delegeras till departementscheferna. Wilson motsatte sig kraftigt att presidentmakten skulle överföras till vicepresidenten Thomas Riley Marshall, men beskrev senare sig själv som en förvaltare snarare än en politisk visionär.
Landets första dam har från tid till annan även använt makens ämbete för att driva egna politiska linjer. Det gäller inte minst Eleanor Roosevelt, som efter att maken (Franklin D. Roosevelt) blivit vald till president fortsatte att driva en egen agenda. Hon mötte regelbundet pressen, skrev kolumner i dagspress och reste runt i landet för att möta fackförbundsrepresentanter och ingjuta lugn och framtidstro under den stora depressionen. Hon tog också en aktiv roll i den medborgarrättsrörelse som kämpade för svartas rättigheter. Även Hillary Clinton tog under sin tid som presidenthustru bland annat ansvar för arbetet med en nationell sjukvårdsreform. Under makens (Bill Clinton) valkampanj uttryckte han också att en röst på honom skulle ge väljarna "två till priset för en".